# Zalai-Gaál István
Zalai-Gaál István (Kiskunfélegyháza, 1951 – 2017. március 13.) régész.

## Élete
1970-ben érettségizett a keszthelyi Vajda János Gimnáziumban. 1974–1979 között végzett az ELTE régészet szakán. 1977-ben ősrégészeti részképzésen vett részt Szófiában. A szekszárdi Béri Balogh Ádám Megyei Múzeumban helyezkedett el, ahol 1990-ig dolgozott. Már egyetemi szakdolgozatában, majd 1980-ban egyetemi doktori disszertációjában az őskori, újkőkori lengyeli kultúra Tolna megyei, majd dél-dunántúli településtörténetével foglalkozott. Meghatározóvá váltak azok az évek is, melyeket a mórágy-tűzkődombi lelőhely feltárásával töltött. 1987-ben kandidátusi fokozatot szerzett.
1990-től az MTA Régészeti Intézet tudományos főmunkatársa, majd 2003-tól tudományos tanácsadója lett. 2003-ban lett az MTA doktora. Az 1990-es évektől az MTA Régészeti Intézet Békés megyei mikroregionális programjában dolgozott ásatásvezetőként, valamint a megye régészeti topográfiai munkálataiban is részt vállalt. 
1987-től kezdve az Alexander von Humboldt Alapítvány támogatásával hosszabb időszakokat töltött Németországban, Saarbrückenben. Jan Lichardus mellett fejlesztette tovább munkamódszerét. 2006-tól az M6 autópálya építését megelőző feltárásokat végzett Tolna megyében, például Alsónyéken. Ezeknek a feltárásoknak a feldolgozó munkái határozták meg a következő éveit.
1978-tól tagja volt a Magyar Régészeti és Művészettörténeti Társulatnak, 1993-tól a Magyarországi Humboldt-Egyesületnek, 2006-tól alapító tagja a Magyar Régész Szövetségnek.

## Művei
- 1988 Közép-európai neolitikus temetők szociálarchaeológiai elemzése. Szekszárd.
- 2002 Die neolithische Gräbergruppe-B1 von Mórágy-Tüzködomb. I. Die archäologischen Funde und Befunde. Szekszárd–Saarbrücken.
- 2009 Zur Herkunft des Schädelkults im Neolithikum des Karpatenbeckens. Budapest. (Archaeolingua SM 27.)
- 2010 Die soziale Differenzierung im Spätneolithikum Südtransdanubiens - Die Funde und Befunde aus den alten Ausgrabungen. Budapest. (Varia Archaeologica Hungarica 24.)

Az Acta Archaeologica Hungaricában és a szekszárdi múzeum évkönyveiben is publikált.